# Sinh vật hoang dã ở Philippines

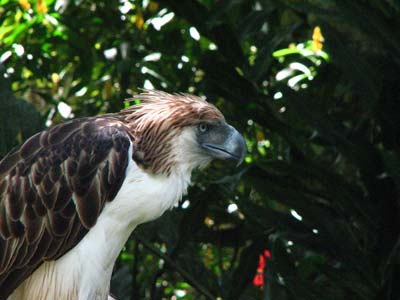

Loài hoang dã ở Philippines bao gồm một số lượng đáng kể các loài thực vật và động vật đặc hữu. Vùng biển xung quanh của nước này được tường thuật  có mức sinh học biển cao nhất trên thế giới. Philippines được đánh giá là một trong 17 quốc gia có nhiều loại sinh vật và trong số đó nhiều loài đặc hữu nhất cũng như đa dạng sinh học toàn cầu. Trong Danh sách Đỏ của Liên minh Bảo tồn Thiên nhiên Quốc tế (IUCN) năm 2000, 418 trong số 52.177 loài được liệt kê là bị đe doạ diệt chủng .
Philippines là một trong những nước có tỷ lệ phát hiện cao nhất trên thế giới với 16 loài động vật có vú mới được phát hiện trong 10 năm qua. Do đó, tỷ lệ đặc hữu của Philippines đã tăng lên và có khả năng sẽ tiếp tục gia tăng.

## Chim chóc
Có 612 loài chim được tìm thấy ở Philippines, trong đó có 194 loài đặc hữu, 3 loài được con người giới thiệu, và 52 loài là hiếm hoặc accidental. Có 67 loài bị đe doạ toàn cầu. Chúng bao gồm chim Mỏ sừng nâu đỏ và chim quốc gia đang bị đe dọa nghiêm trọng ở Philippines, đại bàng Philippines.

## Động vật lưỡng cư và bò sát
Có hơn 111 loài lưỡng cư và 270 loài bò sát ở Philippines, 80% loài lưỡng cư là loài đặc hữu và 70% loài bò sát Philippines cũng là loài đặc hữu.
Người ta tin rằng có không quá 14 trong tổng số 114 loài rắn trong nước là độc. Một số loài bò sát và lưỡng cư vẫn chưa được khám phá. Thật không may, một số trong số những loài này được cho là đã biến mất mà không bao giờ được phát hiện. Philippines cũng có 50-60 loài ếch nhái Platymantis, cho đến bây giờ là chi động vật lưỡng cư có nhiều loài khác nhau nhất ở quần đảo này.
Cá sấu nước ngọt đặc hữu Crocodylus mindorensis đang có nguy cơ bị diệt chủng nghiêm trọng và được xem là loài cá sấu bị đe dọa nhất trên thế giới. Năm 1982, quần thể hoang dã này được ước tính khoảng 500-1.000 cá thể; đến năm 1995 chỉ có 100 con cá sấu sống trong thiên nhiên. Phát hiện gần đây về quần thể loài này ở dãy núi Sierra Madre ở Luzon mang lại hy vọng mới cho sự bảo tồn của nó. Các dự án đang được tiến hành nhằm cứu các cá sấu. Dự án khôi phục, quan sát và bảo tồn cá sấu của Cảng Mabuwaya đang hoạt động trong việc thực hiện các dự án như vậy.
Các loài bò sát độc đáo và bị đe dọa khác bao gồm Varanus olivaceus và rùa rừng Philippines (Siebenrockiella leytensis). Có hai loài kỳ đà ăn trái cây mới được phát hiện là loài kỳ đà Varanus mabitang từ đảo Panay và Varanus bitatawa từ phía đông bắc đảo Luzon, chỉ có ba loài kỳ đà mà chuyên ăn trái cây.

## Cá nước ngọt
Philippines có khoảng 330 loài cá nước ngọt, bao gồm chín chi đặc hữu và hơn 65 loài đặc hữu, trong đó nhiều loài được giới hạn trong các hồ đơn lẻ. Một ví dụ là Sardinella tawilis, một sardine nước ngọt được tìm thấy chỉ ở hồ Taal. Thật không may, hồ Lanao, ở Mindanao, dường như đang trải qua sự tuyệt chủng thảm khốc nhất của đất nước, với gần như tất cả các loài cá đặc hữu của hồ hầu như chắc chắn đã tuyệt chủng, chủ yếu là do việc đưa cá rô phi, một loại cá ăn được, của ngành nuôi cá. Các loài kỳ lạ khác cũng đã được đưa vào hồ.